# Superbet
Superbet — міжнародна компанія, що займається ставками на спорт та азартними іграми. Компанія розташована в Бухаресті, столиці Румунії. Групу заснував Саша Драгіч у 2008 році. Загалом «Superbet Holding Romania» володіє майже 1000 агентств по всій країні та налічує понад 3500 співробітників. За межами Румунії компанія також працює в Бельгії, Польщі, Австрії, Сербії, Словаччині та на Мальті. Також є членом «Асоціації організаторів азартних ігор ROMBET». Група Superbet представлена в 10 країнах, найважливішими ринками є Румунія, Бельгія та Польща.

## Історія
Заснована в 2008 році, компанія Superbet з року в рік подвоювала свій оборот і сьогодні є одним із найбільших гравців у сфері ставок та ігор у Румунії.
У лютому 2016 року компанія запустила онлайн-операції на сайті www.superbet.ro.
У другій половині 2017 року Superbet розпочала свою діяльність у Польщі, що є частиною стратегії розширення за межі Румунії та довгострокового зростання бізнесу.
20 вересня 2017 року компанія розмістила на альтернативній торговій системі, якою керує Бухарестська фондова біржа, випуск облігацій на суму 9,7 мільйонів леїв. У 2017 році серед акціонерів групи Superbet були Саша Драгіч, Августа Драгіч, Роланд Хаас, Юрай Коман та інші акціонери з меншими частками.
У 2019 році інвестиційний фонд «Blackstone» через Blackstone Tactical Opportunities (BTO) придбав міноритарну частку в компанії в обмін на 175 мільйонів євро.
У 2021 році Superbet придбала компанію «Napoleon Sports & Casino», третього за величиною гравця в Бельгії, і тепер вона є лідером ринку в країні.